# Пани пури
Пани пури (буквально означает «водяной хлеб») — традиционное блюдо Индийского субконтинента; одна из основных разновидностей вегетарианской уличной еды (чаата) в Пакистане, Индии, Непале и Бангладеше.
Представляет собой небольшие обжаренные в масле шарики из теста (пури), в верхней части которых делается небольшое отверстие, через которое пури наполняется начинкой из картофеля, лука или нута, а затем окунается в ароматизированную воду (пани) с различными специями и добавками.
Пани пури имеет множество региональных названий: Харьяна — паани паташи; Мадхья-Прадеш — фульки; Уттар-Прадеш — пани ке баташе/падаке; Ассам — пхуска/пуска; Гуджарат — пакоди; Одиша — гуп-чуп; Пакистан, Дели и Северная Индия — гол-гаппе; Бенгалия, Бихар и Непал — пучка.